# Cybosia mesomella
 (octobre 2020).
Si vous disposez d'ouvrages ou d'articles de référence ou si vous connaissez des sites web de qualité traitant du thème abordé ici, merci de compléter l'article en donnant les références utiles à sa vérifiabilité et en les liant à la section « Notes et références ».
Espèce
L'Éborine (Cybosia mesomella) est une espèce paléarctique de lépidoptères (papillons) de la famille des Erebidae et de la sous-famille des Arctiinae.

## Description

### Formes
- Cybosia mesomella f. flava (jaune)
- Cybosia mesomella f. albescens (blanc ivoire)

## Répartition
Toute l'Europe sauf l'Espagne, à l'est jusqu'à l'Oural.

## Biologie
Les chenilles éclosent en août, hivernent et se transforment en imago à partir de mai. Les papillons sont visibles jusqu'à mi-août.